# Anton Constandse
Anton Levien Constandse, né le 13 septembre 1899 à Brouwershaven et mort le 23 mars 1985 à La Haye, est un écrivain et journaliste néerlandais, propagandiste de l'anarchisme et de la libre pensée.
Arrêté par les Allemands en 1940, il est interné jusqu'en 1944.
Rédacteur à l'Algemeen Handelsblad de 1945 à 1964, il donne de nombreuses conférences avant de rejoindre l'université d'Amsterdam (histoire des pays hispanophones) de 1968 à 1976.
Il collabore à de nombreux titres de la presse libertaire et publie livres et brochures, en partie sous pseudonyme.

## Biographie
Il suit une formation de l’école normale, puis, dans les années 1920, étudie le français et plus tard aussi l’espagnol. Il termine ses études avec son doctorat en 1951.
Très jeune, il rédige des articles et donne des conférences (tout au long de sa vie, il en aurait donné 2750).
Il est actif dans le Sociaal Anarchistische Jongeren organisatie [Organisation des jeunes anarchistes sociaux] qui publie De Vrije Jeugd [La Jeunesse libre] et De Opstand [L’insurrection].
Entre 1922 et 1928, il anime des revues libertaires comme Alarm [Alarme], Opstand [Insurrection] et Moker [La Masse].
À la fin des années 1930, il est professeur de français et très influencé par la culture française. Il écrit sur Pierre-Joseph Proudhon, Étienne de La Boétie et fait régulièrement référence à E. Armand ou à Max Stirner.
Au début de la Deuxième Guerre mondiale, il est interné au camp de concentration de Buchenwald. En octobre 1940, avec cent neuf compagnons, il est arrêté comme otage par l’occupant allemand. Certains sont fusillés en représailles. En septembre 1944 ceux qui ont survécu sont libérés.
Après la guerre, il reste dans son combat en faveur de l'athéisme et de la libre pensée, tout en poursuivant son engagement en faveur de la liberté sexuelle.
Il est correspondant à l’étranger pour le journal hollandais Algemeen Handelsblad. En tant que journaliste, il voyage beaucoup et finit comme correspondant à Bruxelles.

## Œuvres
- L'anarchisme aux Pays-Bas et en Flandre, Septentrion, 1980, Digitale Bibliotheek voor de Nederlandse letteren, lire en ligne.
- Anarchisme français et anarchisme néerlandais, Septentrion, 1983, Digitale Bibliotheek voor de Nederlandse letteren, lire en ligne.
- (nl) Anarchisme van de daad, Groningen 1969, lire en ligne.
- (nl) Anarchisme : inspiratie tot vrijheid, Amsterdam, 1979.

## Notices
- Notices d'autorité :   - VIAF
  - ISNI
  - BnF (données)
  - IdRef
  - LCCN
  - GND
  - Belgique
  - Pays-Bas
  - WorldCat
.
- Notices dans des dictionnaires ou encyclopédies généralistes :   - Biografisch Woordenboek van Nederland
  - Biografisch Portaal van Nederland
.
- Centre international de recherches sur l'anarchisme (Lausanne) : notice bibliographique.
- (nl) Biografisch Woordenboek van het Socialisme en de Arbeidersbeweging in Nederland (BWSA) : notice biographique.
- (nl) Institut international d'histoire sociale (Amsterdam) : notice biographique.
- (nl) Biografisch Woordenboek Nederland (BWN) : notice biographique.
- (nl) Portaal van Nederland : notice.
- (nl) Digitale Bibliotheek voor de Nederlandse Letteren : lire en ligne.
- (nl) Fonds Jan Pellering : notice biographique.